# Bataille de White Bird Canyon
Vous lisez un « article de qualité » labellisé en 2016.
Guerre des Nez-Percés
Batailles
Guerre des Nez-Percés :
- White Bird Canyon
- Camp de Looking Glass
- Cottonwood
- Clearwater
- Fort Fizzle
- Big Hole
- Camas Meadows
- Yellowstone (en)
- Canyon Creek
- Cow Creek (en)
- Bear Paw

La bataille de White Bird Canyon est le premier affrontement de la guerre des Nez-Percés. Elle se déroule le 17 juin 1877, à une vingtaine de kilomètres au sud-ouest de Grangeville dans le territoire de l'Idaho, et oppose environ 70 guerriers nez-percés à deux compagnies de cavalerie de l'armée des États-Unis. Elle constitue une importante victoire pour les Nez-Percés et l'une des pires défaites de l'armée américaine des années 1865 à 1890, après la bataille de Fetterman en 1866 et la bataille de Little Bighorn en 1876.
Contraints par le gouvernement américain de s'installer dans une réserve, plusieurs groupes de Nez-Percés se sont regroupés à White Bird Canyon après que de jeunes guerriers ont tué des colons américains le long de la rivière Salmon, occasionnant la peur et la confusion tant du côté des Américains que des Nez-Percés qui craignent des représailles. Deux compagnies de la cavalerie des États-Unis menées par le capitaine David Perry sont alors dépêchées par le général Oliver Otis Howard pour protéger les habitants de Grangeville et de Mount Idaho, mais après avoir atteint Grangeville le 16 juin en soirée, Perry se laisse convaincre par les citoyens de se lancer à la poursuite des Nez-Percés avant qu'ils ne traversent la rivière Salmon.
Mal préparée, l'attaque tourne au fiasco. Ignorant le nombre et la position précise de ses adversaires, Perry conduit ses hommes fatigués et inexpérimentés dans White Bird Canyon où les guerriers nez-percés se tiennent prêts à les affronter. Après l'échec de pourparlers, les Amérindiens harcèlent les flancs de la cavalerie et rapidement, les soldats américains se replient en désordre. Les cavaliers nez-percés les poursuivent au travers des pentes abruptes du canyon, puis sur plusieurs kilomètres en direction de Mount Idaho. Finalement, les Américains ont laissé 34 hommes sur le champ de bataille tandis que les Nez-Percés n'ont subi aucune perte.

## Contexte
Pour un article plus général, voir Guerre des Nez-Percés.
En 1855, les Nez-Percés signent avec les États-Unis un traité qui établit les limites d'une réserve englobant une grande partie de leurs terres traditionnelles. En 1863 cependant, après la découverte d'or à l'intérieur de la réserve, le gouvernement des États-Unis impose aux Nez-Percés un nouveau traité qui réduit de près de 90 % la taille de la réserve. Les groupes vivant à l'extérieur de la nouvelle réserve refusent de signer le « traité du vol » et continuent de vivre en dehors jusqu'au printemps 1877. En mai 1877 en effet, après plusieurs incidents entre les colons et les Nez-Percés, le général Oliver Otis Howard, à la tête du département du Columbia, donne 30 jours aux réfractaires pour gagner la réserve.

Carte décrivant les premiers engagements de la guerre des Nez-Percés.

Le 14 juin 1877, alors que les différents groupes de Nez-Percés se sont rassemblés à proximité du lac Tolo avant de rejoindre finalement la réserve, plusieurs jeunes Nez-Percés se rendent le long de la rivière Salmon pour venger la mort d'un proche tué par les Blancs quelques années auparavant. De retour au campement, ils annoncent qu'ils ont tué quatre hommes et en ont blessé un autre. Les deux jours suivants, environ seize Nez-Percés emportés par la fureur de la guerre lancent de nouveaux raids sur les villages alentour, tuant 18 Blancs et en blessant sérieusement 6 autres. Sachant que l'armée répondra à ces attaques, la plupart des Amérindiens se préparent à partir. Le groupe de Looking Glass regagne ses terres situées dans les limites de la réserve tandis que les groupes de Chef Joseph, Toohoolhoolzote et White Bird se rassemblent à White Bird Canyon, à une vingtaine de kilomètres au sud.
Lorsque le général Oliver Otis Howard reçoit des nouvelles de ces incidents le 15 juin à Fort Lapwai, il envoie deux compagnies de cavalerie et plusieurs Nez-Percés de la réserve sous le commandement du capitaine David Perry porter assistance aux habitants de Grangeville et Mount Idaho, à environ 80 km de Lapwai. Perry et ses hommes arrivent à Grangeville le 16 en soirée et bien que leurs ordres sont seulement de protéger la ville, les habitants demandent à Perry de poursuivre et d'attaquer les Nez-Percés qu'ils ont vu se diriger le matin même vers White Bird Canyon. Ils insistent pour que les Amérindiens soient rattrapés avant qu'ils ne parviennent à franchir la rivière Salmon ; la nature du terrain de l'autre côté pourrait leur donner l'avantage et ils pourraient réussir à s'enfuir vers l'ouest. Parmi ces hommes se trouve Arthur « Ad » Chapman, un éleveur de chevaux, qui propose de rassembler des volontaires pour leur servir de guides.
Perry sait que s'il permet aux Nez-Percés de s'échapper, cela lui sera fortement reproché par les habitants car les Amérindiens leur ont pris un grand nombre de chevaux. D'un autre côté, il a conscience du risque de l'opération, ne sachant pas combien d'adversaires il aura à combattre ni comment ils sont armés. De plus, ses hommes n'ont pas dormi depuis près de 40 heures et s'il décide d'attaquer, ce ne sera qu'après une nouvelle période de huit heures sans repos possible. Après consultation de ses officiers, Trimble, Parnell et Theller, il décide cependant de se lancer à leur poursuite et à 21 heures, il donne l'ordre à ses hommes de se préparer pour une marche de nuit.

## Combattants

### Armée des États-Unis

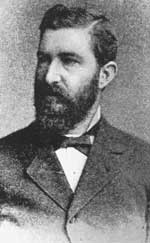
Le capitaine David Perry.

Les soldats envoyés par Howard forment les compagnies F et H du 1er régiment de cavalerie qui totalisent 103 hommes. La compagnie F est commandée par le capitaine David Perry, avec pour officier subalterne le premier lieutenant Edward Russell Theller tandis que la compagnie H est commandée par le capitaine Joel Graham Trimble, avec pour officier subalterne le premier lieutenant William Russell Parnell. Les officiers sont tous des vétérans de la guerre de Sécession et ont de l'expérience dans les combats avec les Amérindiens puisqu'ils ont occupé différents postes le long de La Frontière et participé à certaines guerres indiennes. Les hommes sous leurs ordres ne sont cependant pas aussi expérimentés. Une grande partie d'entre eux participent à leur premier engagement au sein de l'armée et n'ont pas eu le temps de développer de grandes qualités dans la conduite des chevaux ou le maniement des armes et n'ont pour la plupart jamais combattu. Ils sont armés de fusils Springfield, modèle 1873 et de Colt .45 avec des munitions en quantité limitée : 60 cartouches pour chaque homme de la compagnie H et 40 pour ceux de la compagnie F,. Après la bataille, des rumeurs ont fait dire qu'un certain nombre d'armes avaient mal fonctionné ou s'étaient enrayées. En fait, de nombreuses armes étaient rouillées ou en mauvais état par manque d'entretien de la part des soldats. Leurs chevaux sont pour le reste mal entraînés et peu habitués au bruit des coups de fusil et les hommes comme leurs chevaux sont épuisés après avoir parcouru plus de 100 km en étant éveillés depuis pratiquement 48 heures.
À leurs côtés chevauchent onze volontaires civils menés par Arthur Chapman, secondé par George Shearer, ainsi que treize Nez-Percés de la réserve recrutés par Perry à Fort Lapwai pour leur servir d'éclaireurs.

### Nez-Percés

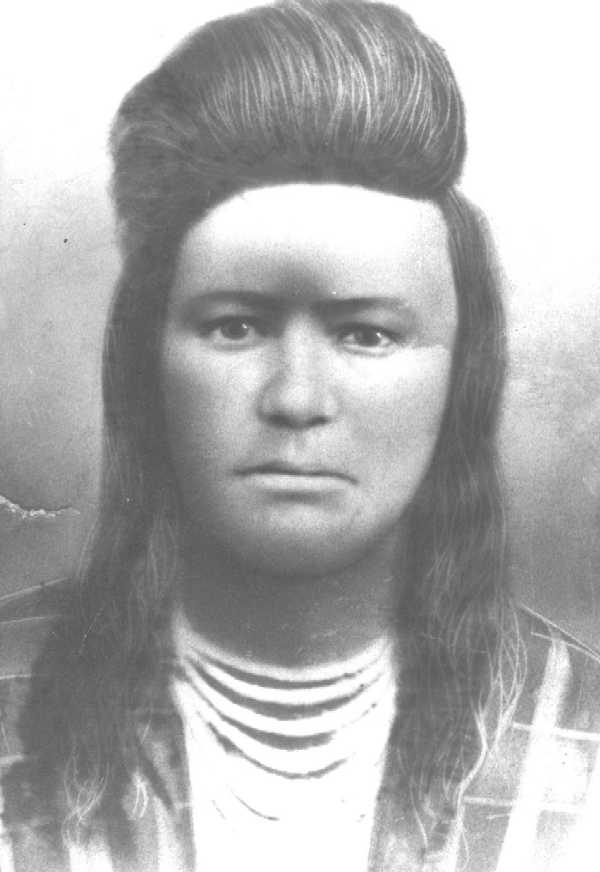
Ollokot, frère de Chef Joseph, mena la plupart des guerriers nez-percés.

Le campement des Nez-Percés à White Bird Canyon se compose d'une trentaine de tipis et compte près de 135 guerriers. Une grande partie d'entre eux n'est cependant pas en état de combattre après avoir consommé de grandes quantités de whisky récupéré lors des raids des jours précédents. Au moment de combattre, 70 seulement répondent à l'appel de leurs chefs. Une cinquantaine d'entre eux sont équipés d'armes à feu diverses (allant des vieux mousquets, fusils à chargement par la bouche et pistolets aux plus modernes comme des fusils Henry, Winchester ou Sharps), les autres sont armés d'arcs et de flèches.
Contrairement aux Américains, les Nez-Percés possèdent de bons chevaux, notamment des appaloosas, qu'ils maîtrisent remarquablement. Pour tirer, ils mettent généralement pied à terre, ce qui leur permet une plus grande précision, tandis que leurs montures attendent calmement à leurs côtés. Durant la bataille, Ollokot, White Bird et Two Moons sont leurs principaux meneurs, mais Toohoolhoolzote et Chef Joseph y prennent également part.

## Bataille

### Prélude
Vers minuit, au matin du 17 juin, Perry et ses hommes atteignent la crête dominant le canyon. Là, il leur donne l'ordre de mettre pied à terre et leur demande de rester éveillés en attendant les premières lueurs de l'aube. Les hommes entament alors leur deuxième nuit sans sommeil, et malgré les consignes, plusieurs d'entre eux s'assoupissent. Perry leur a également demandé de rester silencieux, ne pas faire de feu et de ne pas fumer pour éviter d'attirer l'attention des Nez-Percés mais là encore, la consigne n'est pas strictement respectée et lorsque dans la nuit l'un des hommes craque une allumette pour allumer sa pipe, un hurlement semblable à celui d'un coyote se fait entendre. Le lieutenant Parnell note que les dernières tonalités sont plutôt inhabituelles et conclut qu'il s'agit probablement d'un guetteur nez-percé qui a repéré leur progression.
Vers 4 heures, Perry donne l'ordre à ses hommes de se remettre en selle et l'ensemble des cavaliers amorce une descente au travers d'une gorge étroite et escarpée qui mène au canyon de White Bird proprement dit. Après un ou deux kilomètres, une femme nommée Isabella Benedict et ses deux petites filles, épuisées et affamées, se montrent aux soldats. Son mari a été tué quelques jours plus tôt par les Nez-Percés et elles se sont abritées dans un ravin pour leur échapper. Elle leur annonce que beaucoup de Nez-Percés sont passés durant la nuit et conseille aux hommes de Perry d'abandonner la poursuite et de retourner à Mount Idaho mais Perry est déterminé à poursuivre. Il prend alors davantage de précautions et détache le lieutenant Theller et huit hommes de la compagnie F pour servir d'avant-garde, ainsi que Chapman et plusieurs Nez-Percés comme éclaireurs.

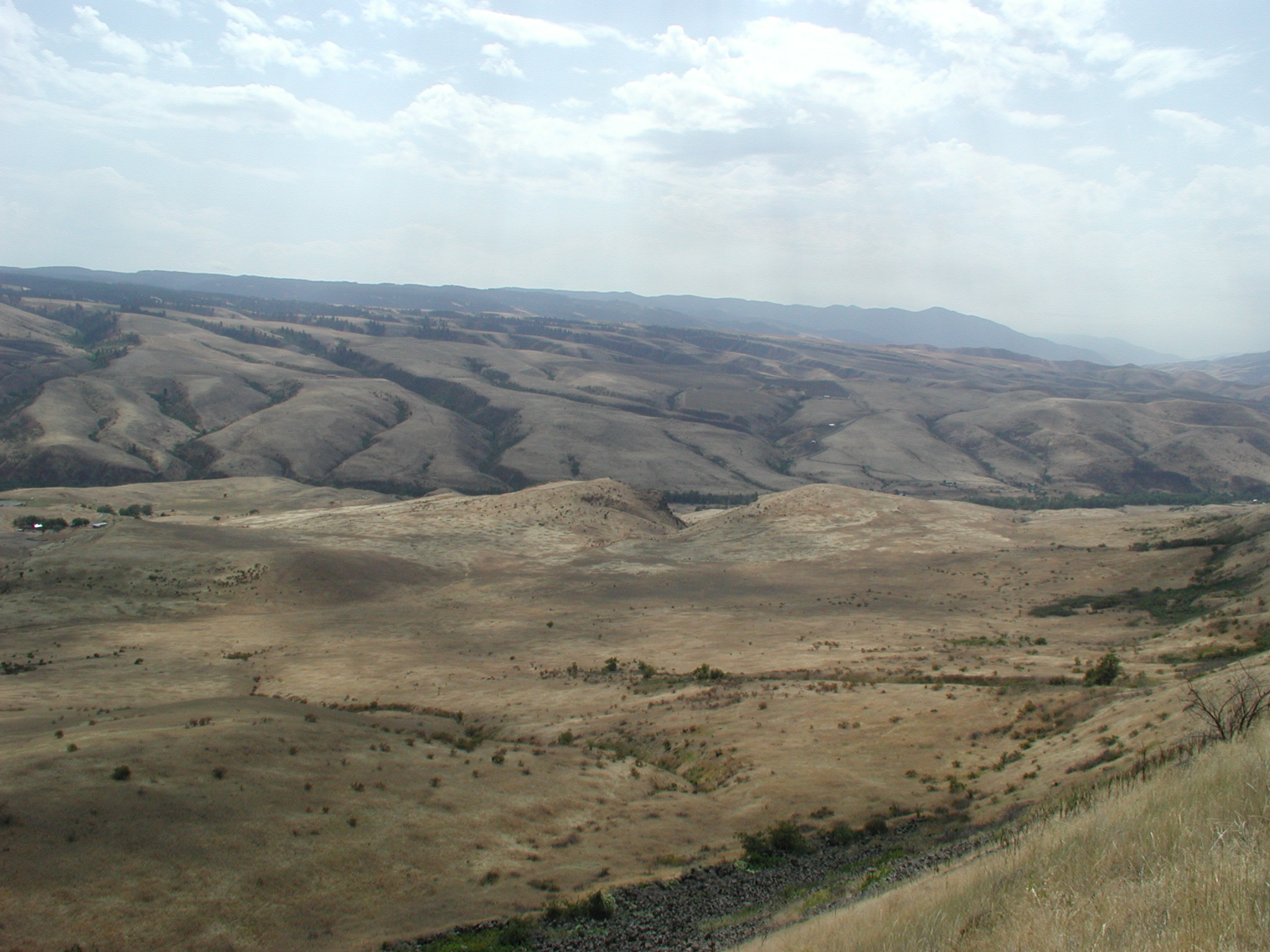
Vue de White Bird Canyon. Les deux monticules au centre cachaient le campement des Nez-Percés à la vue des Américains.

La piste débouche ensuite sur une large vallée, avec à l'ouest, des hauteurs imposantes qui forment une ligne parallèle à la ligne de marche de Perry et dont l'ascension risque d'être difficile en cas d'urgence, les parois étant presque verticales par endroits. Sur leur gauche — à l'est donc — se dressent les White Bird Hills qui s'avancent à l'intérieur du canyon, lui donnant ainsi une forme de « Y ». Au fond du canyon, White Bird Creek s'écoule d'est en ouest avant d'obliquer vers le sud-ouest pour se jeter dans la rivière Salmon. Entre la position de Perry et White Bird Creek s'élève une crête rocheuse qui s'étend d'est en ouest et qui est surmontée de deux monticules. Alors que Perry pense que les Nez-Percés se trouvent beaucoup plus en aval, s'apprêtant à traverser la rivière Salmon, leur campement n'est situé qu'à peu de distance de là, sur les bords de White Bird Creek et caché à la vue de Perry par l'arête rocheuse et les deux monticules.

### Tentative de pourparlers
Les Nez-Percés ont posté quatre hommes sur une butte voisine et à l'approche de la colonne de cavaliers, l'un d'entre eux gagne le campement pour prévenir leurs chefs. Toujours désireux d'éviter la guerre, Chef Joseph, White Bird, Toohoolhoolzote et Ollokot décident d'envoyer un groupe de pourparlers et dans le même temps, de se préparer à combattre si ceux-ci échouent. Une cinquantaine de guerriers nez-percés menés par Ollokot montent leurs chevaux et se rassemblent derrière le monticule situé le plus à l'ouest tandis que quinze autres guerriers menés par Two Moons se déploient sur une butte plus à l'est. Ainsi positionnés, de part et d'autre de la piste qui mène à White Bird Creek, ils sont en mesure de flanquer les Américains si la tentative de négociation échoue.
Le groupe de pourparlers, composé de six Nez-Percés chevauchant sous drapeau blanc, a pour consigne de ne pas tirer à moins qu'ils ne soient eux-mêmes pris pour cible. Lorsqu'ils viennent à la rencontre du détachement de Theller, Arthur Chapman ouvre le feu sans un moment d'hésitation, précipitant ainsi la bataille. Il est alors près de 6 h 30.

### Combats

Positions occupées dans les premières minutes de l'engagement.

Après les premiers tirs, le lieutenant Theller déploie ses hommes au sommet de l'arête en position de tirailleurs et fait sonner l'appel aux armes pour que le reste des troupes le rejoigne. Cependant, avant qu'il n'ait pu terminer, son trompette est tué par le tir d'un guerrier nez-percés qui se tient aux côtés de Two Moons, à une grande distance de là. Dans le même temps, George Shearer mène le groupe de citoyens volontaires en direction de White Bird Creek, à la poursuite des Nez-Percés du groupe de pourparlers, mais ils sont pris en embuscade par les guerriers de Two Moons. Shearer demande à ses hommes de mettre pied à terre mais seuls quelques-uns obéissent ; les autres font demi-tour et s'enfuient. Avec les quelques hommes qui lui restent, Shearer n'a d'autre choix que de se replier et de se poster sur une butte située à une centaine de mètres sur la gauche des réguliers.
Le capitaine Perry rejoint rapidement le haut de la crête avec ses hommes de la compagnie F et s'apprête à charger ; mais alors qu'il se tourne vers son trompette pour sonner la charge, celui-ci lui annonce qu'il a égaré son instrument en chemin. Après seulement quelques instants de combat, Perry se retrouve donc sans aucun moyen pour communiquer ses ordres à l'ensemble de ses troupes largement inexpérimentées. Évaluant la situation, il décide de déployer ses hommes le long de l'arête, position qui lui semble être la plus tenable, et leur fait mettre pied à terre. Le capitaine Trimble déploie quant à lui ses hommes de la compagnie H à la droite de Perry, laissant un espace entre les deux compagnies de près de 200 m.
Presque aussitôt, les cavaliers nez-percés se mettent à harceler le flanc droit des Américains tandis que sur la gauche, le groupe de volontaires est mis à mal par les guerriers de Two Moons. Plusieurs hommes parmi les volontaires sont blessés et ils optent pour un repli, laissant la butte sur laquelle ils étaient postés aux mains des Nez-Percés. Tout le long de la ligne, les hommes ont du mal à tenir leurs chevaux qui ruent à chaque volée. Trimble tente de sécuriser son flanc droit en déployant le sergent Michael McCarthy ainsi que six hommes sur une hauteur rocheuse qui contrôle la partie ouest de l'arête. Perry, voyant que son flanc gauche est désormais menacé et n'ayant plus la possibilité de transmettre efficacement ses ordres, fait passer le mot à ses hommes de se replier lentement vers la compagnie de Trimble. À l'extrémité est de la ligne, la confusion s'installe ; les Nez-Percés de Two Moons ont déjà abattu six hommes et les soldats, voyant que le reste de la ligne se replie pour rejoindre la compagnie H et l'ordre de Perry ne leur étant pas encore parvenu, interprètent le mouvement comme celui d'une retraite générale et se replient en désordre.

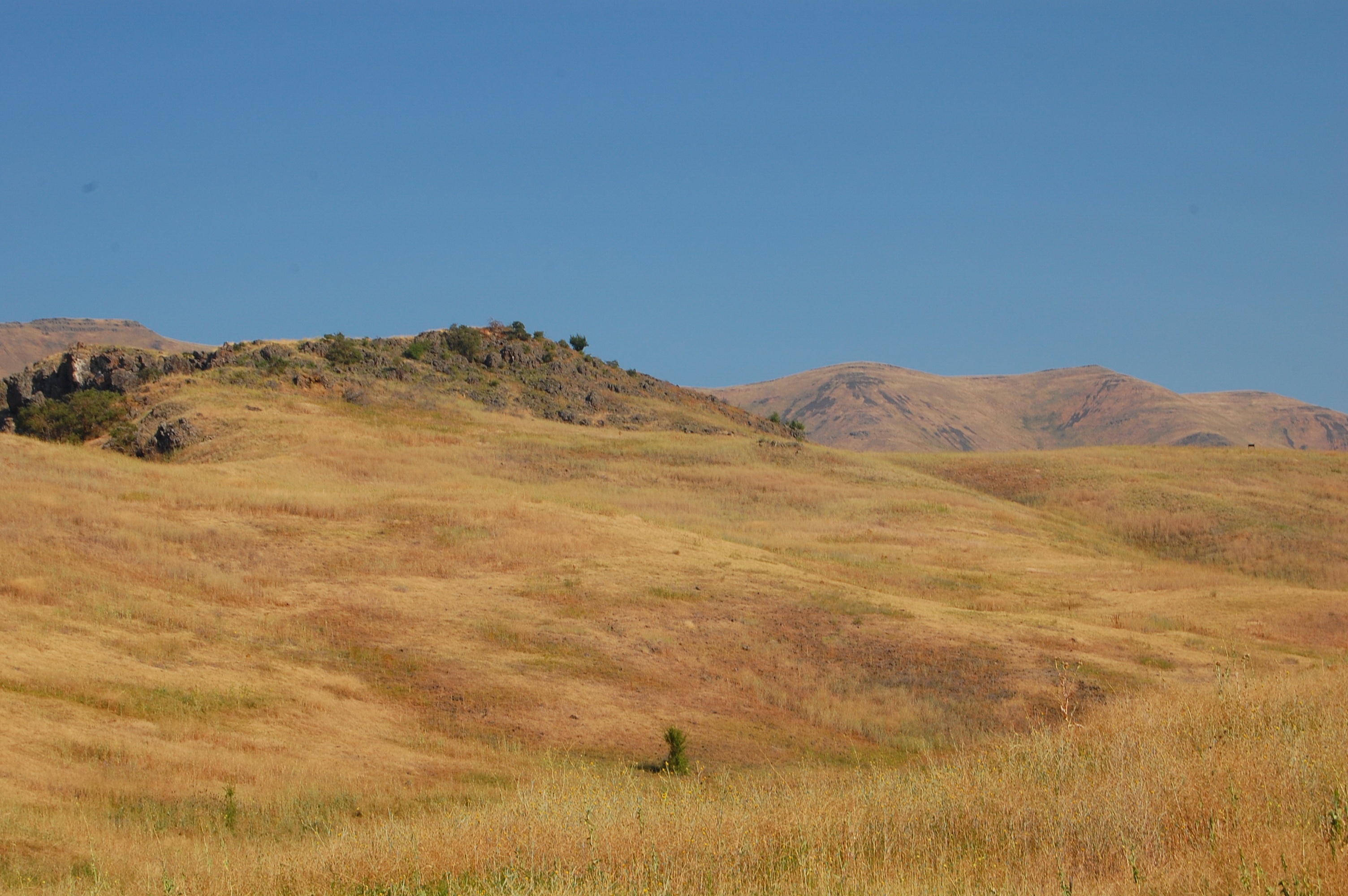
Crête rocheuse sur laquelle étaient déployés le sergent McCarthy et ses hommes.

Bientôt, la confusion laisse place à la panique qui devient générale ; les hommes de la compagnie H, voyant que la compagnie F se replie, enfourchent rapidement leurs chevaux et fuient vers l'arrière, certains laissant même leurs armes derrière eux dans leur précipitation. Perry tente de rallier ses hommes pour reformer la ligne mais sa compagnie est déjà en partie dispersée. Le capitaine Trimble fait alors de son mieux pour organiser une retraite en bon ordre du reste des troupes vers une position située plus au nord. Se retrouvant alors isolés, McCarthy et ses hommes tentent de rejoindre leur commandement. Avisé par Arthur Chapman que la position préalablement tenue par McCarthy est la plus défendable, Trimble donne l'ordre au sergent et à ses hommes de reprendre leur position. Perry parvient à rassembler une poignée d'hommes et tente une nouvelle fois de reformer la ligne mais à l'approche des cavaliers nez-percés, elle est rapidement dispersée. De nouveau, McCarthy qui a repris sa position avec trois autres hommes se trouve coupé du reste des troupes, Trimble n'ayant pas réussi à rassembler suffisamment d'hommes pour le soutenir. Il parvient à s'enfuir sous les tirs des guerriers d'Ollokot et à rejoindre l'arrière mais deux de ses hommes sont tués par les Nez-Percés.

### Retraite

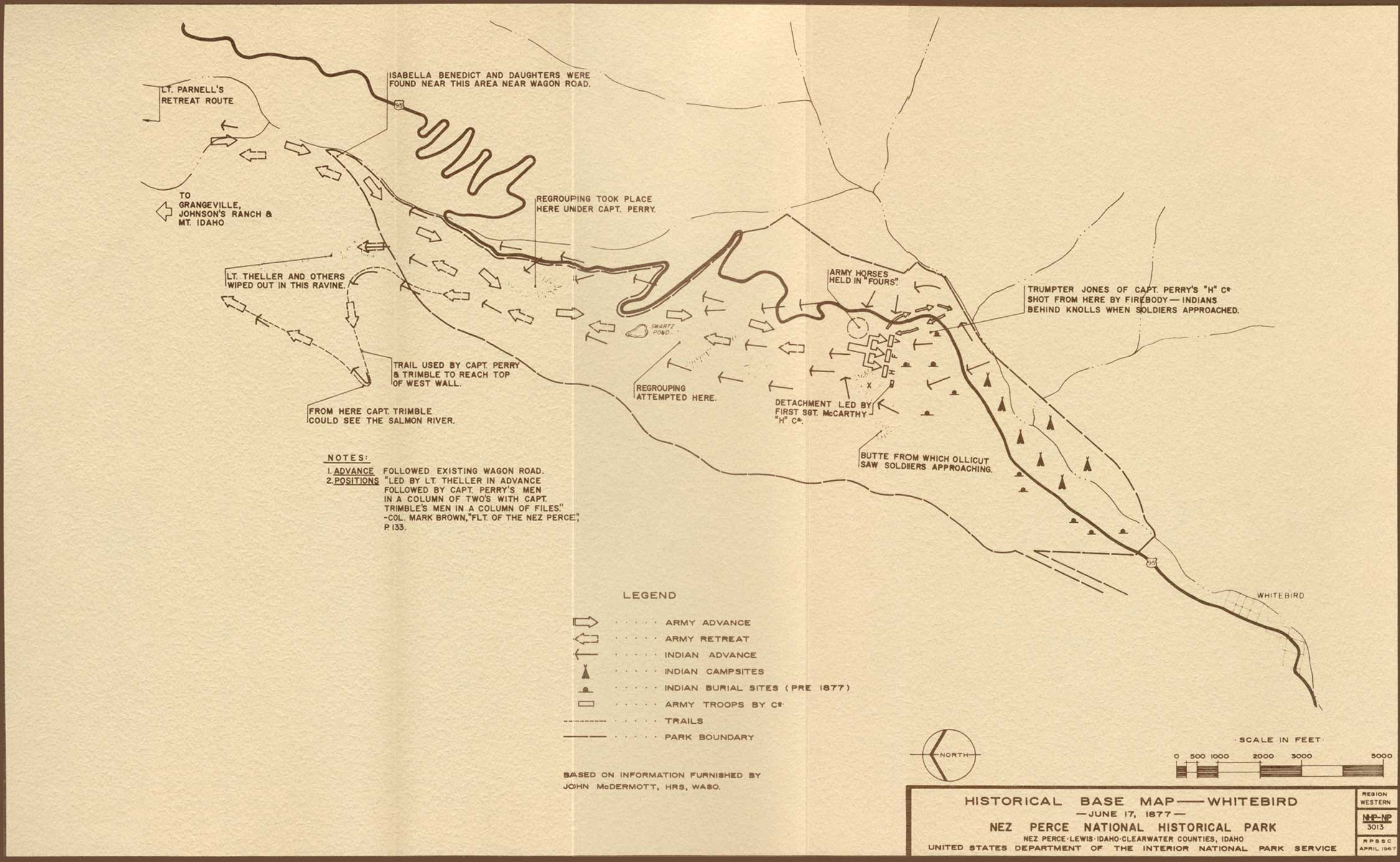
Carte générale de la bataille de White Bird Canyon.

Les officiers américains essaient désespérément de maintenir l'ordre parmi leurs hommes pour organiser leur retraite. Celle-ci s'effectue en suivant deux routes distinctes. Poursuivi par la plupart des cavaliers nez-percés, le capitaine Trimble mène ses hommes le long du flanc ouest du canyon puis, suivant le groupe de volontaires, emprunte un chemin de bétail escarpé qui doit les conduire sur les hauteurs. À ses côtés, Perry essaie tant bien que mal d'arrêter ses hommes pour établir des postes de résistance mais ses ordres sont très largement ignorés et lorsqu'il se retrouve sans monture, il ne peut qu'observer la fuite désordonnée de ses hommes à la suite de Trimble.
Après être resté quelque peu en arrière pour tenter d'aider les blessés et les hommes privés de leur monture, le lieutenant Parnell a quant à lui préféré suivre la piste qu'ils avaient empruntée à l'aller,. Poursuivis par une poignée seulement d'Amérindiens, le groupe conduit une retraite efficace, passant d'une butte à l'autre en attendant à chaque fois que les Nez-Percés soient suffisamment près pour leur envoyer une volée. Dans le même temps, le lieutenant Theller et sept autres soldats tentent de se replier à travers un ravin escarpé couvert de buissons épineux mais encerclés par les Nez-Percés, ils sont tous tués après avoir livré un dernier combat désespéré,. De nombreux autres soldats tentent de suivre leur propre route ou de se replier par petits groupes mais ils sont bien souvent anéantis par leurs poursuivants. Les blessés qui ne peuvent fuir sont également tués, puis dans certains cas mutilés.

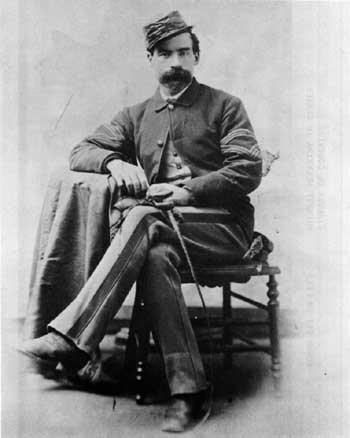
Abandonné sur le champ de bataille, le sergent Michael McCarthy parvient à rejoindre son unité deux jours plus tard à Grangeville. Il reçoit plus tard la Medal of Honor pour sa participation à la bataille.

Alors qu'il a entamé l'ascension des White Bird Hills avec le groupe de Parnell, McCarthy se retrouve privé de sa monture après qu'elle a été touchée par une balle. Il tente de suivre en courant mais se retrouve rapidement distancé. Alors que ses poursuivants se rapprochent, il feint d'être mort puis rampe sur une centaine de mètres pour se cacher de la vue des Amérindiens. Il parvient à rejoindre Grangeville deux jours plus tard.
Avec les quelques hommes qui lui restent, Perry gravit la pente abrupte qui mène au sommet du canyon, se tenant éloigné de la piste, et parvient à maintenir les Nez-Percés à distance. Ayant pu remettre la main sur un cheval, il atteint le sommet de la crête et aperçoit au loin Trimble et ses hommes mais ils disparaissent rapidement de sa vue. Bientôt, il retrouve Parnell qui vient d'émerger du canyon et leur force combinée, qui compte une vingtaine de soldats, poursuit sa retraite vers Mount Idaho, suivie de près par les Amérindiens. Lorsqu'ils atteignent un ranch abandonné, à plusieurs kilomètres du canyon, Perry tente d'établir une position à proximité mais les Nez-Percés ont également pris position sur des hauteurs et les Américains doivent se replier. Quelques centaines de mètres plus loin, Perry donne l'ordre à ses hommes de former une ligne et repousse plusieurs charges des Amérindiens avant de poursuivre leur retraite. À quelques kilomètres de Mount Idaho, un groupe de citoyens armés vient à leur rencontre et les Nez-Percés abandonnent finalement la poursuite, près de 2 h 30 après le début des combats.

## Bilan et conséquences

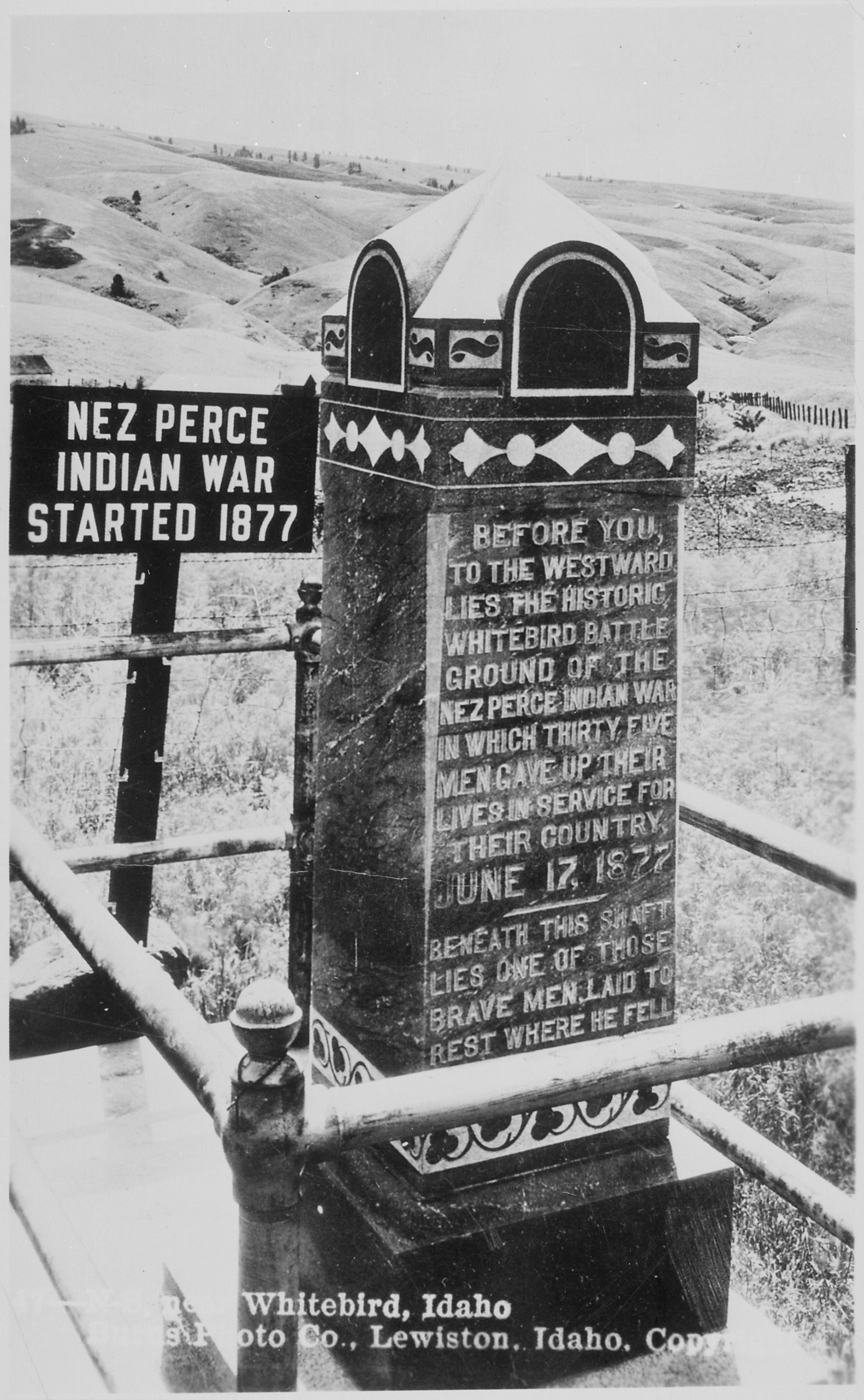
Tombe d'un soldat américain à White Bird Canyon dont les restes ont été découverts en 1919 au cours d'un chantier de construction.

Au total, 34 Américains sont tués et 4 autres blessés tandis que les Nez-Percés ne subissent aucune perte, seulement 2 ou 3 blessés. Trois des éclaireurs nez-percés qui accompagnaient la cavalerie américaine sont capturés lors de la retraite mais après la tenue d'un conseil, ils sont laissés libres à condition de ne plus aider les soldats américains,. Les Nez-Percés laissent également partir librement trois civils américains qui n'ont pas participé aux combats, dont Isabella Benedict. Ses deux jeunes enfants ont été pris en charge par les civils volontaires lors de leur retraite et un cheval lui a été confié mais durant la fuite, elle est tombée de sa selle et a été prise par les Nez-Percés.
Après les combats, les Nez-Percés arpentent méticuleusement le champ de bataille afin de récupérer les armes et munitions laissées par les soldats américains. 35 ou 36 fusils sont ainsi trouvés d'après l'un des éclaireurs nez-percés capturé, mais des témoignages ultérieurs de guerriers nez-percés donnent des chiffres plus élevés : 63 selon Yellow Wolf ou encore 90 selon Yellow Bull,. Ces armes constituent un riche apport pour leur arsenal et augmentent leur efficacité militaire pour le reste de la guerre. Conscients qu'après cette victoire écrasante les Nez-Percés devront faire face à une campagne de grande ampleur, ils traversent la rivière Salmon le 19 juin à Horseshoe Bend et établissent leur campement à Deer Creek, non loin du confluent de la rivière Salmon et de White Bird Creek. Même accompagnés de personnes âgées, de femmes et d'enfants et encombrés de leurs tipis et de tout leur matériel, les Nez-Percés traversent les cours d'eau avec une relative facilité, ce qui n'est pas le cas des Américains pour qui les rivières constituent de sérieux obstacles.
Ayant pris connaissance de l'ampleur de la défaite de White Bird Canyon, le général Howard mobilise des troupes venant des départements du Columbia et de Californie et prend en main la conduite de la campagne. Il quitte Fort Lapwai le 22 juin et après une visite à Grangeville et Mount Idaho, arrive sur le champ de bataille de White Bird Canyon le 26 juin. Les Américains enterrent alors sur place les corps des soldats morts depuis près de neuf jours. Le corps du capitaine Theller est rapatrié à San Francisco selon la volonté de son épouse tandis que les restes des autres soldats sont ramenés à Fort Lapwai au printemps 1880, avant d'être finalement réenterrés en 1890 au cimetière de Fort Walla Walla après l'abandon de Fort Lapwai par l'armée américaine. Deux soldats dont l'identité est restée inconnue sont également enterrés au cimetière national de Custer du Little Bighorn Battlefield National Monument.
Le 1er juillet, après avoir reçu des renforts supplémentaires, Howard traverse à son tour la rivière Salmon non sans difficulté et se lance à la poursuite des Amérindiens ; mais plutôt que d'affronter les forces américaines supérieures en nombre, les Nez-Percés retraversent la rivière Salmon à Craig's Ferry,. Incapables de traverser à cet endroit, les Américains doivent revenir sur leurs pas, donnant ainsi une certaine avance aux Amérindiens pour échapper aux troupes américaines.

### Causes de la défaite américaine
La bataille de White Bird Canyon constitue l'une des pires défaites subies par l'armée américaine durant la période 1865-1890, après la bataille de Fetterman en 1866 et la bataille de Little Bighorn en 1876. Plusieurs raisons ont été avancées pour l'expliquer.
Tout d'abord, il semble que le capitaine David Perry ait sous-estimé ses adversaires. Les citoyens de Grangeville lui avaient en effet assuré que les Nez-Percés étaient des lâches et qu'ils pouvaient facilement être battus,. Perry commet une autre erreur en ne prenant pas le temps de reconnaître l'ennemi avant d'entrer dans le canyon, faisant pour cela confiance aux informations d'Arthur Chapman. Ignorant le nombre et la position précise de leurs adversaires, les Américains doivent évoluer dans une région qui leur est inconnue alors que les Nez-Percés la connaissent bien. Les choix tactiques de Perry et ses qualités de meneur font également l'objet de critiques persistantes, ce qui le conduit à solliciter une commission d'enquête. Cette dernière juge la conduite de Perry acceptable au vu des circonstances ; de même, le général Howard ne trouve rien à redire sur sa conduite pendant la bataille.
Les citoyens volontaires sont eux aussi au centre des critiques pour avoir quitté leurs positions aux premiers échanges de tirs alors qu'ils étaient censés protéger le flanc gauche de la cavalerie. Chapman et ses hommes ont agi de façon assez indépendante du reste des troupes et il est clair que Perry n'a pu exercer pratiquement aucun contrôle sur eux.
Mais la défaite des Américains est probablement due en grande partie au manque d'entraînement et à la fatigue des soldats. Nombre d'entre eux n'ont jamais combattu les Amérindiens et durant les mois précédant la bataille, les hommes n'ont pas eu beaucoup l'occasion de s'exercer au tir et au maniement des chevaux. En effet, à cause de contraintes budgétaires, le nombre de cartouches disponibles pour les exercices était très limité et les soldats étaient par ailleurs accaparés par d'autres tâches nécessaires au fonctionnement des différents postes militaires, ce qui leur laissait peu de temps pour s'exercer,.

## Lieux de mémoire
Le lieu de la bataille est préservé au sein du parc historique national des Nez-Percés et un sentier d'environ 2 kilomètres jalonné de panneaux explicatifs permet de le parcourir.
Après que les restes des soldats morts à White Bird Canyon ont été transférés au cimetière de Fort Walla Walla, le sergent Michael McCarthy organise une levée de fonds auprès des hommes des compagnies F et H dans le but d'ériger un monument en leur mémoire. Haut d'environ 4,50 m et réalisé en marbre du Vermont, le monument est érigé à l'emplacement de leurs tombes, à Fort Walla Walla, le 19 décembre 1891.